# Будур, Наталия Валентиновна
Будур Наталия Валентиновна — писательница, журналистка, историк, переводчица со скандинавских и английского языков. В активе — более 20 авторских книг, много статей по истории культуры. Образование — филфак МГУ, научный руководитель — Профессор О. А. Смирницкая, специализация на эпохе викингов. С 2003 по 2009 годы — член исполкома Совета по детской книге России (RBBY). С 2007 года — член правления (бюро) секции детских писателей Московской писательской организации СП РФ. В 2009 году была координатором Года Гамсуна в России со стороны Посольства королевства Норвегия в РФ, а в 2011 году — координатором Года Нансена в России со стороны Посольства королевства Норвегия в РФ. Финалист Премии имени Корнея Ивановича Чуковского 2024 года в номинации «Лучший перевод на русский язык произведения для детей в возрасте до семи лет» за перевод «Норвежских сказок».

## Биография
В 2009 году дала ряд интервью о Гамсуне, в том числе — «Радио России», «Свобода», «Эхо Москвы» В год Гамсуна была координатором. Статьи об открытии года Гамсуна на русском и норвежском языках и книге Н. Будур «Гамсун. Мистерия жизни».
Н. Будур принадлежит единственная статья на русском языке о фильмографии Гамсуна.
Осталась запись одной из передач, сделанных Майей Пешковой (ЭМ) с Наталией Будур на ресурсе YouTube.
Автор книг о норвежской и русской культуре и литературе (в том числе «Нансен. Человек и миф», «Гамсун, Мистерия жизни» (серия ЖЗЛ), «Повседневная жизнь во времена викингов», «Викинги», «Викинги. Пираты Севера», «Повседневная жизнь инквизиции», «Эти странные норвежцы», «Руническая магия», «Повседневная жизнь колдунов и знахарей»), научных статей по истории, литературоведению и культурологии, изданных в России и за рубежом, участник многих международных научных конференций (в МГУ, РГГУ). Выступала с лекциями в Норвегию по приглашению норвежских издательств и газет. Лауреат ряда литературных премий.
С 2020 года ведёт одноимённый канал на Яндекс. Дзен. В 2021 году вместе с коллегой Ангелиной Бржевской реализовала краудфандинговый проект по созданию сайта «КультШок».

## Книги
Первая книга: перевод с датского в соавторстве с К.Мурадян новелла Карен Бликсен «Ночная беседа в Копенгагене» (1990)
Автор-составитель серии «Викинги», издательство «ТЕРРА», в 1995—1998. Серия стала настоящим явлением литературного мира.
Один из составителей серии «Готический роман», также издававшейся в эти годы в «ТЕРРе».
Автор монографии "Вышивка по канве и бисером (конец XVIII — начало XX в.) 2001 год.
Соавтор «Сказочной энциклопедии» 2005.
В 2002—2009 выходит просветительская серия книг по православной культуре, одна из которых «Путь к храму» стала победителем конкурса «Просвещение через книгу», проводимого издательским советом РПЦ в номинации «Лучшая духовно-просветительская книга» за формирование у читательской аудитории ответственной гражданской позиции, верности традициям отечественной истории и культуры в 2008 году.
Автор «Русского народного календаря» (2007).
Её перевод сказки норвежской писательницы Фрид Ингульстад «Кривули» был с большим интересом встречен и детьми, и родителями, потому что воспитывает толерантность, умение прощать и принимать других такими, какие они есть.
Наталия Будур автор первой русскоязычной биографии Кнута Гамсуна, лауреата Нобелевской премии в области литературы, вышедшей в серии ЖЗЛ(2008 год). В своей книге она не пытается объяснить противоречивого Гамсуна, а призывает читателя принять его как писателя и человека и простить возможные ошибки Гения. Книга посвящена не только биографии классика мировой литературы, но и философским вопросам мистерии жизни великого норвежца. Н.Будур также перевела мемуары Кнута Гамсуна «По заросшим тропинкам», которые были изданы под одной обложкой с мемуарами его жены Марии Гамсун (переводчик Т.Чеснокова) под названием «Под сенью золотого дождя».
В 2011 году была издана книга «Нансен. Человек и миф», в которой известный полярник, учёный, гуманист был представлен не только как великая личность, но и как человек, который был готов нарушать правила, что давала ему возможность добиться целей. Его девизами были «против течения!» и «сжигая за собой мосты», а современники считали его анархистом. В этом же году вышел полный перевод мемуаров «Через Сибирь» Фритьофа Нансена, о его путешествии в нашу страну в 1913. Статья «Нансен, Фритьоф», в которой много ссылок на книгу Н. Будур, была избрана статьёй 2011 года русской Википедии в номинации «Биография».
Перевела с норвежского сказку, входящую в фонд мировой детской литературы, «Старушка-крошка-с-чайную-ложку» Альфа Пройсена.
В серии «Повседневная жизнь» (издательство «Молодая Гвардия») выпустила повседневную жизнь во времена викингов, инквизиции и колдунов и знахарей.
Автор пересказов мифов Средневековой Европы, составитель и переводчик многих скандинавских и английских сказок.